# Transvaalse Burgeroorlog
De Transvaalse Burgeroorlog was een gewapende opstand van Stephanus Schoeman tegen de regering van de Zuid-Afrikaansche Republiek (Transvaal) nadat zijn staatsgreep ongedaan werd gemaakt door de Volksraad.

## Voorgeschiedenis
In 1859 werd Marthinus Wessel Pretorius tot de president van de Oranje Vrijstaat gekozen terwijl hij al president van de Zuid-Afrikaansche Republiek was. Het doel hiervan was het fuseren van de twee republieken tot één sterke Boerenrepubliek. De Volksraad van Transvaal liet deze dubbele positie niet toe en Pretorius werd vervangen door waarnemend president Johannes Hermanus Grobler.
Volksraadslid en commandant-generaal van Transvaal Stephanus Schoeman was het niet eens met de benoeming van Grobler tot president en leidde een staatsgreep waarbij Grobler werd afgezet. Volksraadslid Paul Kruger verzette zich tegen deze onconstitutionele machtsoverdracht waardoor er twee partijen ontstonden. De Volksraad koos Krugers zijde, verving Schoeman door Theunis Snyman als nieuwe commandant-generaal en nomineerde Willem Cornelis Janse van Rensburg als de nieuwe president.
Tegelijkertijd was er in Transvaal een kerkelijk conflict aan de gang: de Hervormde Kerk (de kerk van Schoeman) riep zichzelf uit tot staatskerk, waardoor leden van de Gereformeerde Kerk (de kerk van Kruger) niet werden erkend als volwaardige burgers van Transvaal. Schoeman steunde de Hervormde Kerk in deze beslissing, maar deze werd tot zijn ergernis in een referendum afgekeurd. De spanningen tussen regering en oppositie liepen hoger op.

## Burgeroorlog
Toen een boodschapper van Schoeman door een commandant onder Snyman van zijn paard werd geschoten, brak de burgeroorlog uit. Schoeman vluchtte eerst naar Potchefstroom waar hij een commando verzamelde en geruchten verspreidde dat Kruger erop uit was om de Gereformeerde Kerk tot staatskerk te maken. De daaropvolgende onderhandelingen mislukten en bij Potchefstroom namen het "Staatsleger" van Kruger en het "Volksleger" van Schoeman het tegen elkaar op. Het Staatsleger telde drie gewonden, het Volksleger één dode en 15 gewonden. Kruger won de slag en Schoeman vluchtte naar de Oranje Vrijstaat. Kort hierop werd Kruger benoemd tot commandant-generaal van Transvaal.
Een tijd later nam Schoemans commandant Jan Viljoen, een commando van Kruger, gevangen. Hierop trokken de oppositietroepen naar Pretoria, achtervolgd door Kruger. Bij de heuvel Zwartkopje bij de Krokodilrivier ontmoetten de legers van overheid en oppositie elkaar. Bij de veldslag op 5 januari 1864 vielen tien doden en twintig gewonden.

## Vrede
De volgende dag overtuigde ex-president Pretorius de oppositie tot onderhandelingen waarbij de volgende drie punten werden afgesproken:
1. De overheid zou worden erkend door de Volksraad
2. Een nieuwe verkiezing zou plaatsvinden
3. Overige grieven zouden worden afgehandeld door de rechtbank van de Oranje Vrijstaat

Ook werd op verzoek van Kruger verkiezingen gehouden voor een nieuwe commandant-generaal, die Kruger opnieuw won. Pretorius werd verkozen tot nieuwe president; hij was als president van de Vrijstaat vervangen door Johannes Henricus Brand.